# Bašar Matti Warda
Mons. Bašar Matti Warda, C.SS.R. (* 15. června 1969, Bagdád) je irácký chaldejský katolický duchovní a archieparcha arbílský.

## Život
Narodil se 15. června 1969 v Bagdádu.
Vstoupil do patriarchálního kněžského semináře svatého Petra ve svém rodném městě. Po dokončení studia teologie a filosofie byl 8. května 1993 vysvěcen patriarchou Raphaelem I. Bidawidem na kněze a byl inkardinován do bagdádské archieparchie.
Roku 1995 vstoupil do Kongregace Nejsvětějšího Vykupitele a svou formaci absolvoval v irském Dundalku. Během pobytu v Irsku studoval morální teologii na Katholieke Universiteit Leuven. Dne 15. září 2001 složil své věčné řeholní sliby.
Roku 2001 se stal ředitelem kulturního centra Babel College v Irbílu.
Byl také ředitelem patriarchálního semináře v Irbílu a profesorem morální teologie na Institutu náboženských věd.
Roku 2009 byl Synodem biskupů zvolen archieparchou arbílským. Dne 24. května 2010 tuto volbu schválil papež Benedikt XVI. Biskupské svěcení přijal 3. července 2010 z rukou kardinála Emmanuela III. Dellyho.
Od července 2012 do června 2013 byl apoštolským administrátorem eparchie Zakú.